# آبکار عشایر گروه ۲۵
آبکار عشایر گروه ۲۵ یک روستا در ایران است که در دهستان وکیل‌آباد شهرستان ارزوئیه واقع شده‌است. آبکار عشایر گروه ۲۵ ،  ۳۴۲ نفر جمعیت دارد.